# Kamermuziek VIII
Kamermuziek VIII is een compositie van Aulis Sallinen.
Sallinen schreef dit werk voor cello en strijkorkest ter nagedachtenis aan schrijver Paavo Haavikko. Haavikko, overleden in oktober 2008 had het libretto geleverd van Sallinens opera Kuningas lähtee Ranskaan (The king goes forth to France). Sallinen liet zich voor zijn in memoriam inspireren voor een van de bekendste gedichten van Haavikko Puut, Kaikki heidän vihreytensä (Bomen, al hun groen) en noemde dat ook in de subtitel.
De opdracht voor dit werk had een Nederlands tintje. Het Amsterdam Sinfonietta, het Württembergische Kammerorchester, The Scottisch Ensemble en het Conservatorium van Sydney waren de financiers van dit stuk kamermuziek . De première werd gegeven door Pieter Wispelwey en het Amsterdam Sinfonietta op 6 maart 2010 in het Muziekgebouw aan 't IJ. Daarna volgde Sydney, Duitsland en Schotland, ook in Schotland was Wispelwey de solist.